# Александер Гейщор
Алекса̀ндер Гѐйщор (на полски: Aleksander Gieysztor) (роден на 17 юли 1916 г. в Москва – починал на 9 февруари 1999 г. във Варшава) е световноизвестен полски учен, историк медиевист, професор, смятан за един от най-изтъкнатите представители на полската наука през втората половина на 20 век. Кавалер на Ордена на Белия орел.

## Биография
Ражда се в Москва, където неговото семейство от полски дворянски род емигрира от родната Беларус по време на Първата световна война. От 1921 живее във Варшава. През 1937 г. завършва Историческия факултет на Варшавския университет. Участва като запасен офицер в септемврийската кампания през 1939 г. По време на хитлеристката окупация на Полша е функционер на Бюрото за информация и пропаганда на Главното командване на Армия Крайова, като накрая става един от нейните ръководители. Участва във Варшавското въстание. През време на войната съвместява конспиративната с научната дейност – изнася лекции в Тайния университет, а през 1942 г. защитава докторат.
През юли 1945 г. Александер Гейщор става асистент в Държавния институт по история на изкуството и инвентаризация на паметниците. През септември 1945 г. става асистент във Варшавския университет. През 1949 г. е назначен за извънреден професор във Варшавския университет по средновековна история на Полша и по помощни исторически науки.
Александер Гейщор е директор на Института по история към Варшавския университет до 1975 г.
През 1960 г. Александер Гейщор е назначен за редовен професор. През март 1964 г. подписва известното писмо на 34 интелектуалци, връчено на председателя на Съвета на министрите Юзеф Циранкевич, в което се настоява за промяна на полската културна политика в съответствие с правата, гарантирани от конституцията на полската държава. През януари 1971 г. бива прието решение за възстановяване на Кралския замък във Варшава и Александър Гейщор става член на Гражданския комитет по възстановяването.
През 1971 г. Александер Гейщор става член на Полската академия на науките. През 1975 г. става заместник-председател на Комитета за възстановяване на Кралския замък. Александер Гейщор е първият директор на Кралския замък във Варшава (до 1991 г.), свързан от самото начало с възстановяването му, а още по-отрано – и с изследователската работа по него – първите публикации за Замъка издава още през 1950-те. Председател е на Полската академия на науките от 12 декември 1980 до 1984 г. и повторно – от януари 1990 до 1992 г. През 1986 г. получава Държавна награда I степен. През 1989 г. участва в дебатите на Кръглата маса – формално от управляващата страна, но при пълно доверие от страна на опозицията, като на 5 април 1989 г. председателства пленарното заседание, с което завършва работата на Кръглата маса.
Александер Гейщор е един от основателите на Висшето хуманитарно училище в Пултуск през 1994 г. В това учебно заведение работи до края на живота си. През 2002 г. то приема неговото име.

## Признание
Александер Гейщор е почетен гражданин на Варшава (1992) и на Пултуск, член е на много академии на науките и научни дружества по целия свят, доктор хонорис кауза на парижката Сорбона, на Ягелонския университет, на Университета „Адам Мицкевич“ в Познан и на Люблинския католически университет „Йоан Павел II“, изнасял е лекции в множество учебни заведения.